# Linate
Linate (lombardisch Linaa [liˈnɑː]) ist eine Fraktion der italienischen Gemeinde Peschiera Borromeo. Der Ort ist Namensgeber für den Flughafen Mailand-Linate.

## Geschichte
Die Ursprünge des Ortes Linate sind unbekannt; es wurde erstmals im Jahre 1346 erwähnt und gehörte damals zum Pfarrbezirk Mezzate.
Das Dorf hatte zwei Dorfkerne, Linate inferiore („Nieder-Linate“) und Linate superiore („Ober-Linate“), die zwischen 1798 und 1801 sogar getrennt verwaltet wurden.
1808 wurde Linate per Napoleonischen Dekret mit vielen anderen Vororten nach Mailand eingemeindet. Mit der Wiederherstellung der österreichischen Herrschaft wurde die Gemeinde 1816 wieder selbstständig.
Im Jahre 1841 wurde die Gemeinde Linate wieder aufgelöst und nach Mezzate eingemeindet.
1916 wurde der Gemeindesitz von Mezzate nach Linate verlegt und die Gemeindebezeichnung dementsprechend verändert (Linate al Lambro).
1933 verlor Linate endgültig seine Selbstständigkeit und wurde nach Peschiera Borromeo eingemeindet.